# Casa de J. Bruce Hain
La Casa de J. Bruce Hain también conocida como Casa Hain-Harrelson es una residencia histórica ubicada en Sardis, Alabama, Estados Unidos.

## Historia
La estructura de estilo neoclásico se completó en 1913 para J. Bruce Hain en su plantación. La casa estuvo vacía durante más de dos décadas hasta que fue comprada por Cecil Gayle y Kenneth Parker de Atlanta en 1998. Estabilizaron y restauraron la casa a su estado original.
La edificación fue agregada al Registro Nacional de Lugares Históricos el 30 de noviembre de 2001. La casa volvió a ser comprada en diciembre de 2015 por Ray y Angie Harrelson de Selma, Alabama.

## Descripción
La casa tiene aproximadamente 8000 pies cuadrados (74 322,4 dm²) distribuidos en dos plantas. El interior está dividido en planta de salón central. El exterior del frente está adornado con un monumental pórtico corintio de dos pisos con un balcón de ancho completo en el segundo piso.